# Rue Blaise-Desgoffe
Rue Blaise-Desgoffe är en gata i Quartier Notre-Dame-des-Champs i Paris sjätte arrondissement. Gatan är uppkallad efter den franske målaren Blaise Alexandre Desgoffe (1830–1901). Rue Blaise-Desgoffe börjar vid Rue de Rennes 138 och slutar vid Rue de Vaugirard 79.

## Omgivningar
- Notre-Dame-des-Champs
- Chapelle Saint-Vincent-de-Paul
- Missions étrangères de Paris med Chapelle de l'Épiphanie
- Jardin Catherine-Labouré
- Impasse de Valmy
- Cité Vaneau
- Rue du Bac
- Impasse Oudinot
- Cité de Varenne
- Rue d'Olivet
- Rue Régis
- Rue de Bérite
- Rue Jean-Ferrandi

## Bilder
| - Gatuskylt. - Notre-Dame-des-Champs. - Chapelle Saint-Vincent-de-Paul. |

## Kommunikationer
- Tunnelbana – linje  – Saint-Placide
- Busshållplats Rennes – Saint-Placide – Paris bussnät

### Webbkällor
- ”Rue Blaise-Desgoffe”. Mairie de Paris. https://web.archive.org/web/20190905052600/http://www.v2asp.paris.fr/commun/v2asp/v2/nomenclature_voies/Voieactu/1013.nom.htm. Läst 12 november 2023.
- ”Rue Blaise-Desgoffe (6ème arrondissement)”. Les rues de Paris. https://web.archive.org/web/20160409064554/http://www.parisrues.com/rues06/paris-06-rue-blaise-desgoffe.html. Läst 12 november 2023.